# Lehký proces
Lehké procesy (anglicky light-weight processes, LWP) jsou v operačních systémech prostředkem pro multitasking. Termín je používán v tradičním významu v UNIX System V a v OS Solaris, kde LWP běží v uživatelském prostoru nad jedním jaderným vláknem a sdílí jeho adresní prostor a systémové prostředky s jinými LWP stejného procesu. Nad jedním nebo více LWP může běžet několik vláken v uživatelském prostoru spravovaných vláknovou knihovnou, díky čemuž lze multitasking provozovat v uživatelském prostoru, což může přinášet zlepšení výkonnosti.
V některých operačních systémech zvláštní LWP vrstva mezi jadernými vlákny a uživatelskými vlákny neexistuje. To znamená, že uživatelská vlákna jsou implementována přímo nad jadernými vlákny. Pak se termín „lehký proces“ obvykle používá pro jaderná vlákna a termín „vlákna“ pro uživatelská vlákna. Na Linuxu jsou uživatelská vlákna implementována tak, že je umožněno, aby určité procesy sdílely prostředky, díky čemuž se tyto procesy někdy nazývají „lehké procesy“. Podobně v SunOS od verze 4 (před Solarisem) se název „lehké procesy“ používá pro uživatelská vlákna.

## Jaderná vlákna
Jaderná vlákna jsou plně pod kontrolou jádra operačního systému. Nemusí patřit nějakému procesu; jádro je může vytvářet, když potřebuje provést určitou úlohu. Jaderná vlákna nemohou běžet v uživatelském režimu. Lehké procesy (v systémech, kde jsou zvláštní vrstvou) se vážou na jaderná vlákna a poskytují kontext na uživatelské úrovni, který zahrnuje odkaz na sdílené prostředky procesu, kterému LWP patří. Při pozastavení LWP, jeho registry na uživatelské úrovni je třeba uložit, aby mohl později pokračovat, a podkladové jaderné vlákno musí také uložit své registry na úrovni jádra.

## Výkonnost
vytvoření LWP je pomalejší a náročnější na prostředky než vytvoření uživatelského vlákna. Při vytváření LWP systémovým voláním musí být nejprve vytvořeno odpovídající jaderné vlákno, k čemuž je třeba přepnout do režimu jádra. Toto přepnutí režimu typicky zahrnuje zkopírování parametrů mezi jádrem a uživatelským prostorem, jádro také může potřebovat zvláštní kroky pro kontrolu parametrů. Přepnutí kontextu z jednoho LWP na jiný znamená, že původní LWP musí uložit registry a vstoupit do režimu jádra pro uložení registrů jaderného vlákna; nový LWP musí obnovit jak registry jádra tak uživatelské registry.
Z tohoto důvodu některé knihovny uživatelských vláken umožňují implementovat několik uživatelských vláken nad LWP. Uživatelská vlákna je možné vytvářet, rušit, synchronizovat a přepínat plně v uživatelském prostoru bez volání systému a přepnutím do režimu jádra. Díky tomu je čas vytvoření vlákna a přepnutí kontextu významně kratší než u jaderných vláken. Je však obtížné implementovat plánovač vláken na uživatelské úrovni, který dobře spolupracuje s jádrem.

## Aktivace plánovače
Zatímco uživatelská vláknová knihovna bude plánovat uživatelská vlákna, jádro bude plánovat podkladové lehké procesy. Bez koordinace mezi jádrem a vláknovou knihovnou může jádro dělat neoptimální plánovací rozhodnutí. Také může docházet k deadlocku, když se uživatelská vlákna distribuovaná mezi více lehkých procesů snaží získat stejné prostředky, které používá jiné uživatelské vlákno, které aktuálně neběží.
Jedním řešením tohoto problému je aktivace plánovače. Jedná se o způsob spolupráce jádra a vláknové knihovny. Jádro oznamuje plánovači vláknové knihovny určité události (např. když se chystá zablokovat vlákno) a vláknová knihovna může rozhodnout, jakou akci má provést. Notifikace z jádra se nazývá „upcall“.
Knihovna na uživatelské úrovni nemá žádnou kontrolu podkladových mechanismů, pouze přijímá notifikace z jádra a plánuje uživatelská vlákna na dostupné lehké procesy, ne procesory. Plánovač jádra pak rozhoduje, jak plánovat lehké procesy na procesory. Díky tomu může vláknová knihovna vnímat lehké procesy jako „virtuální procesory“.

## Podporující operační systémy
Solaris implementoval zvláštní LWP vrstvu od verze 2.2. Před verzí 9 Solaris umožňoval mnoho-to-mnoho zobrazení mezi lehkými procesy a uživatelskými vlákny. Toto řešení však bylo opuštěno kvůli složitosti, kterou přináší, a díky výkonnostním vylepšení plánovače v jádře.
UNIX System V a z něho odvozené systémy jako IRIX, SCO OpenServer, HP-UX a AIX umožňují zobrazení m:n mezi uživatelskými vlákny a lehkými procesy.
NetBSD 5.0 zavedl nový, škálovatelný, vláknový model 1:1. Každé uživatelské vlákno (pthread) má jaderné vlákno nazývané lehký proces (LWP). V jádře jsou procesy i vlákna implementovány jako lehké procesy, a jsou plánovačem stejně obsluhovány.

## Implementace
- Parallel Extensions (Microsoft)
- GNU Portable Threads
- Green threads (Java)
- Light Weight Kernel Threads